# Łyczanka (Nowy Sącz)
Pour les articles homonymes, voir Łyczanka.
Łyczanka est une localité polonaise de la gmina de Łososina Dolna, située dans le powiat de Nowy Sącz en voïvodie de Petite-Pologne.